# Ponte della Pace
Il Ponte della Pace (in inglese Peace Bridge) è un ponte ad arco che attraversa il fiume Niagara e collega la città di Fort Erie (Ontario, Canada) con quella di Buffalo (New York, Stati Uniti).
Il Ponte della Pace è costituito da 5 archi.
La lunghezza è di 1,77 Km e sono stati usati per la costruzione circa 1,07 Km di acciaio, per un totale di 9 800 tonnellate.

## Storia
La costruzione venne approvata dalla International Joint Commission (organizzazione internazionale che si occupa di risolvere eventuali contrasti riguardanti acque internazionali tra Canada e Stati Uniti) il 6 agosto 1925. Fu incaricato come capo ingegnere Edward Lupfer.
Il maggiore ostacolo per la costruzione del ponte fu la corrente del fiume (12-19 Km/h), tuttavia la costruzione iniziò nel 1925 per essere poi completata nella primavera del 1927. Il primo collaudo, fatto da Lupfer stesso, ebbe esito positivo e l'inaugurazione avvenne il 1º giugno 1927.
La cerimonia di inaugurazione ufficiale ebbe luogo due mesi dopo (il 7 agosto) e vi presero parte il Principe di Galles Edoardo VIII, Giorgio, Duca di Kent, il Primo Ministro canadese William Lyon Mackenzie King, il Primo Ministro inglese Stanley Baldwin, il Vicepresidente americano Charles Dawes, il Segretario di Stato Frank Kellogg, il Governatore dello Stato di New York Al Smith e il Primo Ministro dell'Ontario Howard Ferguson.
Con la sua costruzione, Buffalo e Fort Erie, divennero i punti principali di collegamento tra Canada e Stati Uniti.
Il Ponte della Pace è stata la prima struttura ad utilizzare l'E-Zpass fuori dagli States nel 2005.

## Traffico
Il Ponte della Pace è il più trafficato, con almeno un milione di camion all'anno, con ritardi stimati di almeno 4 ore, ma si possono utilizzare in alternativa il Rainbow Bridge, il Queen-Lewiston Bridge e il Whirlpool Rapids Bridge.
È collegato alla I190 (Interstate 190) e alla Queen Elizabeth Way.